# تفسير ابن عربي
 تفسير ابن عربي كتاب من كتب التفسير، منسوب ابن عربي.

## الكتاب
يعدُّ كتاب تفسير ابن عربي من أهمِّ كتب ابن عربي والذي عَمَدَ فيه إلى تفسير القرآن الكريم بطريقةٍ خاصة، وهي الطريقة التي فسَّر فيها الصوفية القرآن الكريم، ويُسمَّى هذا التفسير بالتفسير الإشاريّ أو بالإشارة أو التفسير الصوفي أو الفيضي، حيثُ يدور هذا النوع من التفاسير على فَهم المعاني التي لا تظهر إلا بعد التأمل والتدبر في الآيات، وتكون هذه المعاني الغامضة في إشارة ضمن الآية ولا تظهر هذه المعاني حسب اعتقاد الصوفية إلا لأهل العلم وأرباب السلوك، وتعريفه كما عرَّفه الشيخ الزرقاني: هو تأويل وتفسير القرآن الكريم بخلاف المعنى الظاهر المستند إلى إشارات خفيَّة لا تظهر إلا لأولي البصيرة من أصحاب التصوف. ولا ينكرُ الصوفية التفسير الظاهر ولكنهم يضيفون إليه التفسير الإشاري وأسرار الباطن، ويقول الشيخ ابن عربي بنفسه عن تفسيره وفق التفسير الإشاري: «رأيت أن أعلق من أسرار حقائق البطون وأنوار شوارق المطلعات دون ما يتعلق بالظواهر والحدود، فهو ليس بديلًا عن الظواهر لكنَّها أنموذج لأهل الذوق والوجدان يحتذون على حذوها عند تلاوة القرآن، على سبيل الاختصار كالحاشية على جميع سور وآيات القرآن»، وهناك من العلماء من أجاز هذا النوع من التفسير كأبي حامد الغزالي وابن عطاء الله السكندري ومنهم من منعه ولم يُجِزْهُ مثل مصطفى البغا وغيره.